# Nikolaj Janusjkevitj

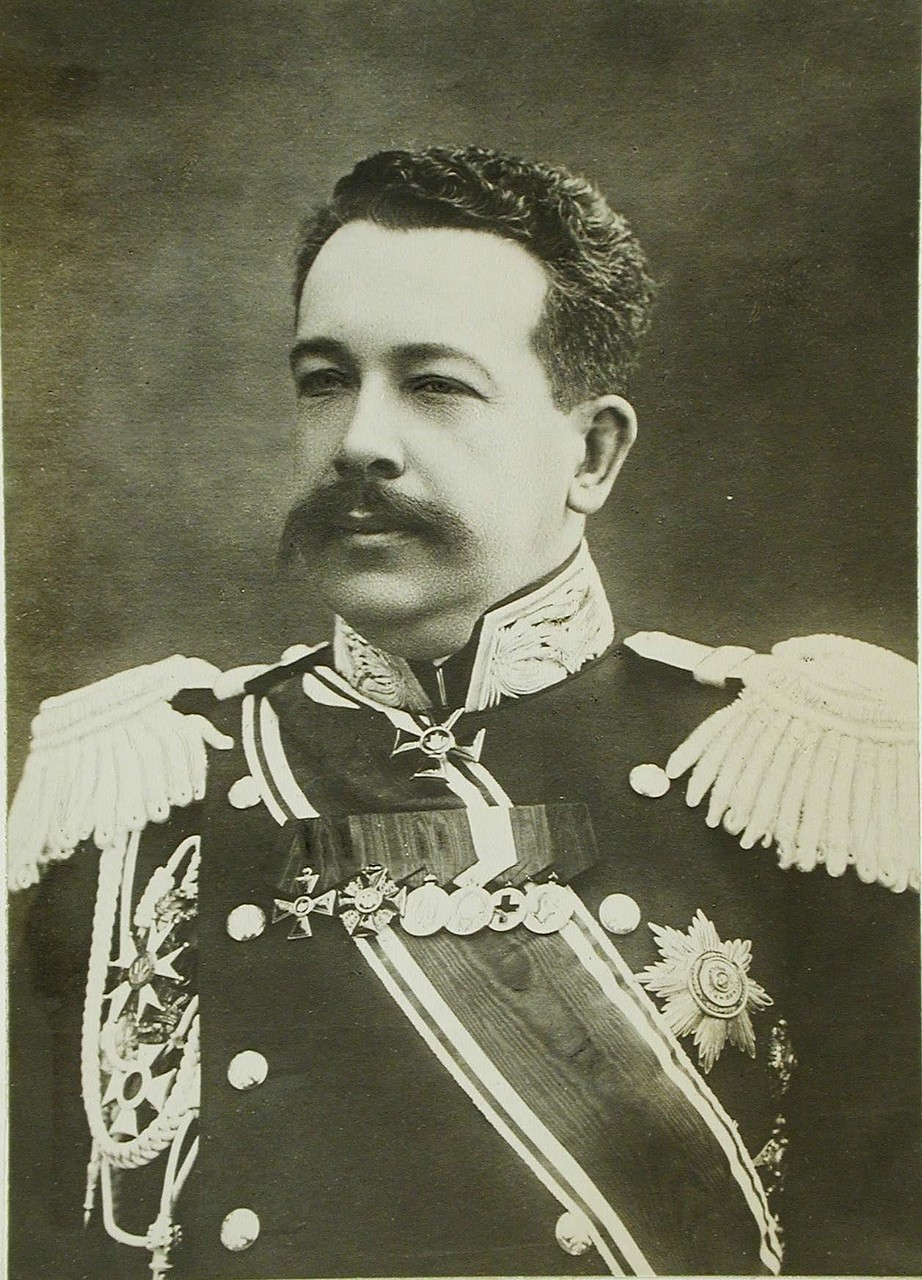
Nikolaj Janusjkevitj.

Nikolaj Nikolajevitj Janusjkevitj (ryska: Николай Николаевич Янушкевич), född den 1 maj 1868, död 1918, var en rysk general.
Janusjkevitj blev officer 1886, överste 1903, generalmajor 1909, chef för generalstabsakademien 1913 och generallöjtnant 1915. Han var då sedan våren 1914 chef för generalstaben. Som sådan samverkade han dagarna före första världskrigets utbrott med krigsministern Vladimir Suchomlinov om att låta den allmänna mobiliseringsordern utgå, utan att fördröjas av tsarens den 29 juli givna men dagen därpå återtagna kontraorder. Janusjkevitj förflyttades i september 1915, samtidigt med storfurst Nikolaj Nikolajevitj, till kaukasiska krigsskådeplatsen, där han till april 1917 var verksam som storfurstens stabschef. Enligt uppgift skall han i februari 1918 ha dödats av rödgardister.